# 楊揚
楊揚（1976年8月24日—），黑龍江汤原人，前中國女子短道速滑運動員；清华大学经济管理学院毕业，本科学历；中国共产党党员。曾任国际奥委会委员，现任世界反兴奋剂组织副主席。
为免于和出生於1977年的另一位女子短道速滑運動員楊陽混淆，人们因此稱她为“大楊揚”，稱楊陽为「小楊陽」；而英文则基于出生月份以“Yang Yang（A）”和“Yang Yang（S）”来区分她们。
在近20年的运动生涯中，杨扬一共获得过59个世界冠军，是迄今获得世界冠军最多的中国运动员；其中，在2002年盐湖城冬奥会上，她为中国获得了第一枚冬季奥运会金牌。

## 运动生涯
楊揚九歲开始學習滑冰；十歲時初次參加比賽；十一歲入七台河市业余体校，开始了职业体育生涯。1988年4月，她进入哈尔滨体育运动学校，改练短道速滑；1989年，进入黑龙江省体校。1991年3月，15岁的杨扬夺得了自己的第一个全国冠军；并在两年后入選國家隊。
在入选国家队的当年，杨扬不仅在世界錦標賽接力賽事中贏得冠軍，又在亞洲錦標賽獲得接力冠軍、500米亞軍以及1500米、1000米賽事季軍。翌年，又在哈爾濱舉辦的亞洲冬季運動會中，在短道速滑1500米與接力賽贏得金牌，並在世錦賽的接力賽取得亞軍。
从1997年至2002年间，杨扬在世界锦标赛上6次蝉联全能冠军，其中1000米项目冠军连续6年未曾旁落，1500米连续4年世界排名第一。在2002年盐湖城冬奥会上，她为中国获得了第一枚冬季奥运会金牌。
2003年，楊揚未能衛冕上述賽事的冠軍，还是获得了全能、500米與3000米的第二，1000米和1500米得到季軍。2004年，受傷患困擾，她未能參加任何賽。2005年，傷復的楊揚在世錦賽中，仅获得女子個人500米的冠軍；但还是在世界杯赛中的多个分站赛中，得到5個冠軍，分別為兩個3000米接力冠軍，1000米、1500米以及3000米的冠軍。
2006年都靈冬季奧運，楊揚放棄參與女子個人500米賽事，後又在1500米賽事意外地提早出局；最后，在女子接力賽因犯規被判成績无效后，楊揚於赛後宣佈，退出國家隊。

## 主要成绩
在参加的20多个世界大赛中，楊揚18次冲进决赛，共获得12项冠军；她依然还保持着女子短道速滑1000米的世界纪录。
- 1991年 获全国短道速滑冠军赛3000米冠军
- 1992年 在北京举行的全国短道速滑锦标赛上获1500米、3000米全能冠军
- 1995年 在西班牙世界冬季大学生运动会上获3000米接力冠军
- 1995年 获韩国世锦赛3000米接力冠军，并在哈尔滨亚洲冬季运动会上获1500米和接力两项冠军
- 1997年 获第八届全运会500米冠军
- 1997年 在日本世锦赛上获500米、1000米和个人全能三个冠军
- 1998年 在长野冬奥会上打破1000米世界纪录并获得3000米接力银牌
- 1998年 在维也纳世锦赛上获1500米冠军及全能金牌
- 1999年 世界短道速滑锦标赛获女子1500米金牌及个人全能金牌(先后四度在这一赛事上卫冕)
- 2000年 在英国谢菲尔德世锦赛上获得1000米和1500米冠军，3000米亚军
- 2001年 在韩国汉城世锦赛上获得1000米、1500米、3000米三项冠军、500米亚军
- 2002年 盐湖城冬奥会500米和1000米短道速滑金牌
- 2003年 在十冬会短道速滑比赛中包揽6枚金牌
- 2003年 在亚冬会短道速滑比赛中，获得3块金牌[5]

## 退役後
2008年5月3日，她在海南傳遞2008年夏季奧林匹克運動會火炬，是这次傳遞活動中，中國大陸境內的首位火炬手。
2010年2月，在温哥华举行的国际奥委会第122届会议上，杨扬成为中国第一位以退役运动员、国际奥委会运动员委员会委员身份当选的国际奥委会委员，同時擔任國際滑冰聯會運動員委員會、世界反興奮劑機構運動員委員會的委員。2018年，杨扬卸任国际奥委会委员及国际奥委会运动员委员会委员。2019年11月7日當選世界反兴奋剂组织副主席。

## 纪念
2002年，为纪念杨扬为中国获得冬奥会首枚金牌，七台河市将市内的主要大街更名为杨扬大街，以纪念她的成就。

## 外部連結
- 杨扬-国际滑冰联盟（ISU）
- 杨扬全球个人官方网站
- 奧林匹克官方網有關楊揚的介紹 （页面存档备份，存于） （英文）
- 新浪网有關楊揚的簡介 （页面存档备份，存于）
- 楊揚的新浪微博

| 奥林匹克运动会 | 奥林匹克运动会                                                              | 奥林匹克运动会 |
| -------------- | --------------------------------------------------------------------------- | -------------- |
| 前任： 张民    | 中华人民共和国冬奥会代表团开幕式旗手 · 2006年冬季奥林匹克运动会· 義大利都灵 | 繼任： 韩晓鹏  |